# Jocul cu moartea (film)
Jocul cu moartea (în engleză Southern Comfort) este un film american thriller din 1981 regizat de Walter Hill și scris de Michael Kane, Hill și colaboratorul său de lungă durată David Giler. În rolurile principale au interpretat Keith Carradine, Powers Boothe, Fred Ward, T. K. Carter, Franklyn Seales și Peter Coyote. În 1973, un detașament al Gărzii Naționale din Louisinana format din 9 persoane, inclusiv noul venit Hardin (Boothe), efectuează manevre de weekend în Bayou.

## Distribuție
- Keith Carradine - Private First Class Spencer
- Powers Boothe - Corporal Charles Hardin
- Fred Ward - Corporal Lonnie Reece
- Franklyn Seales - Private First Class Simms
- T.K. Carter - Private Tyrone Cribbs
- Lewis Smith - Private Stuckey
- Les Lannom - Sergeant Casper
- Peter Coyote - Staff Sergeant Crawford Poole
- Carlos Brown - Corporal 'Coach' Bowden
- Brion James - Cajun Trapper
- Sonny Landham - Hunter